# Suncroft
Suncroft (irisch Crochta na Gréine, deutsch: „Gehöft der Sonne“) ist ein Dorf im County Kildare in der Republik Irland. Bei der Volkszählung 2022 lebten hier 491 Menschen.

## Lage
Suncroft liegt etwa sieben Kilometer südsüdöstlich von Kildare. 

## Sehenswürdigkeiten
- St. Brigid’s Church